# 贺家庄玉皇殿
贺家庄玉皇殿，位于山西省临汾市洪洞县万安镇贺家庄村东北，面阔和进深均为五间，重檐歇山顶，檐下出回廊，为晋南特色。清嘉庆年间曾重修。损毁严重。贺家庄玉皇殿已公布为洪洞县文物保护单位。